# 中央公園 (北九州市)
中央公園（ちゅうおうこうえん）は、福岡県北九州市にある福岡県立の都市公園である。
「福岡県営中央公園」とも。なお、福岡県福岡市には同じく県営の「天神中央公園」がある。

## 概要
北九州市の中央部に位置し、小倉北区・戸畑区・八幡東区の3区にまたがっている。総面積は89.8haで、福岡県が約37.5haを、北九州市が約52.3haを整備・管理する。園内には様々な施設があり、レクリエーションやスポーツの拠点として市民に利用されている。北九州市で唯一の県営公園で、岡﨑建工株式会社が指定管理者として管理を行っている。園内には金比羅山（標高約125m）や金比羅池があることから、その周辺エリアは金比羅公園とも呼ばれている。

## 歴史
明治100年記念事業として1967年から整備された。2000年には、西鉄の経営であった到津遊園を、北九州市が到津の森公園として引き継ぐため、公園区域の変更が行われた。

## 公園内の施設
- 北九州市立総合体育館
- 到津の森公園
- 北九州パレス（福岡県立北九州勤労青少年文化センター）
- 北九州交通公園（北九州市立交通安全センター）
- 芝生広場
- 花の丘

## 交通
- JR九州鹿児島本線戸畑駅からタクシーで9分
- 小倉駅から西鉄バス北九州北九州パレスゆきに乗車し終点下車、もしくは七条方面のバスに乗車し「到津の森公園前」下車
- 北九州高速4号線山路出入口より2.7㎞